# سروزیر (فیلم)
سروزیر (به تامیلی: Mudhalvan) فیلمی محصول سال ۱۹۹۹ و به کارگردانی اس شانکار است. در این فیلم بازیگرانی همچون آرجون سارجا، مانیشا کویرالا، راغوواران، کوچین هانیفا، سوشمیتا سن و لیلا ایفای نقش کرده‌اند.